# Fosse Farmhouse
Fosse Farmhouse es una casa de campo del siglo XVIII en los Cotswolds ingleses, cerca de Fosse Way y Castle Combe.
Actualmente, se utiliza para brindar hospitalidad y alojamiento, incluidas habitaciones de alojamiento y desayuno en la casa de campo principal, así como cuartos independientes con cocina en edificios agrícolas reconvertidos: el antiguo granero, la lechería y los establos.

## Historia
Es especialmente popular entre los japoneses desde que una pareja lo visitó en 1989. El propietario, Caron Cooper, visitó Japón, donde ofreció el té de la tarde con bollos en la embajada británica. Entre los invitados se encontraba el príncipe Mikasa y su familia, quienes posteriormente vinieron a quedarse en la granja durante tres días.
En 2012, se usó como ubicación para el popular cómic japonés y animación de televisión, Kin-iro Mosaic, y los fanáticos de esa serie ahora también vienen a quedarse en la granja.